# Stati Uniti d'America ai Giochi della VII Olimpiade
Gli Stati Uniti d'America hanno partecipato ai Giochi della VII Olimpiade di Anversa con una delegazione di 288 atleti (274 uomini, 14 donne), suddivisi in 18 discipline.

## Medagliere

### Per discipline
| Sport                 | Oro | Argento | Bronzo | Totale |
| --------------------- | --- | ------- | ------ | ------ |
| Atletica leggera      | 9   | 12      | 8      | 29     |
| Hockey su ghiaccio    | 0   | 1       | 0      | 1      |
| Nuoto                 | 8   | 5       | 3      | 16     |
| Pugilato              | 3   | 0       | 1      | 4      |
| Canottaggio           | 3   | 1       | 0      | 4      |
| Lotta libera          | 1   | 2       | 3      | 6      |
| Pattinaggio di figura | 0   | 0       | 1      | 1      |
| Polo                  | 0   | 0       | 1      | 1      |
| Rugby a 15            | 1   | 0       | 0      | 1      |
| Scherma               | 0   | 0       | 1      | 1      |
| Tiro                  | 13  | 4       | 6      | 23     |
| Tuffi                 | 3   | 2       | 3      | 8      |
| Totale                | 41  | 27      | 27     | 95     |

### Medaglie
| Medaglia | Atleta | Sport                 | Evento                                       |
| -------- | --- | --------------------- | -------------------------------------------- |
| Oro      | Charley Paddock                                                                                                 | Atletica leggera      | 100 metri piani                              |
| Oro      | Allen Woodring                                                                                                  | Atletica leggera      | 200 metri piani                              |
| Oro      | Frank Loomis | Atletica leggera      | 400 metri ostacoli                           |
| Oro      | Charlie Paddock Jackson Scholz Loren Murchison Morris Kirksey                                                   | Atletica leggera      | Staffetta 4×100 metri                        |
| Oro      | | Atletica leggera      | 3000 metri a squadre                         |
| Oro      | Richmond Landon                                                                                                 | Atletica leggera      | Salto in alto                                |
| Oro      | Frank Foss | Atletica leggera      | Salto con l'asta                             |
| Oro      | Patrick Ryan | Atletica leggera      | Lancio del martello                          |
| Oro      | Patrick McDonald                                                                                                | Atletica leggera      | Lancio del martello con maniglia corta       |
| Oro      | John Kelly | Canottaggio           | Singolo maschile                             |
| Oro      | John Kelly Paul Costello                                                                                        | Canottaggio           | Due di coppia maschile                       |
| Oro      | Virgil Jacomini Ed Graves Bill Jordan Ed Moore Zeke Sanborn Don Johnston Vince Gallagher Clyde King Sherm Clark | Canottaggio           | Otto maschile                                |
| Oro      | Charley Ackerly                                                                                                 | Lotta libera          | Pesi piuma                                   |
| Oro      | Duke Kahanamoku                                                                                                 | Nuoto                 | 100 metri stile libero maschili              |
| Oro      | Norman Ross | Nuoto                 | 400 metri stile libero maschili              |
| Oro      | Norman Ross | Nuoto                 | 1500 metri stile libero maschili             |
| Oro      | Warren Kealoha                                                                                                  | Nuoto                 | 100 metri dorso maschili                     |
| Oro      | Perry McGillivray Pua Kela Kealoha Norman Ross Duke Kahanamoku                                                  | Nuoto                 | Staffetta 4x200 metri stile libero maschile  |
| Oro      | Ethelda Bleibtrey                                                                                               | Nuoto                 | 100 metri stile libero femminili             |
| Oro      | Ethelda Bleibtrey                                                                                               | Nuoto                 | 300 metri stile libero femminili             |
| Oro      | Margaret Woodbridge Frances Schroth Irene Guest Ethelda Bleibtrey                                               | Nuoto                 | Staffetta 4x100 metri stile libero femminile |
| Oro      | Frankie Genaro                                                                                                  | Pugilato              | Pesi mosca                                   |
| Oro      | Samuel Mosberg                                                                                                  | Pugilato              | Pesi leggeri                                 |
| Oro      | Eddie Eagan | Pugilato              | Pesi mediomassimi                            |
| Oro      | Stati Uniti | Rugby a 15            | -                                            |
| Oro      | Karl Frederick                                                                                                  | Tiro                  | Pistola libera individuale                   |
| Oro      | Karl Frederick Al Lane James Snook Raymond Bracken Michael Kelly                                                | Tiro                  | Pistola libera a squadre                     |
| Oro      | Louis Harant Al Lane Karl Frederick James Snook Michael Kelly                                                   | Tiro                  | Pistola militare a squadre                   |
| Oro      | Morris Fisher                                                                                                   | Tiro                  | Carabina libera individuale                  |
| Oro      | Morris Fisher Carl Osburn Lloyd Spooner Willis Lee Dennis Fenton                                                | Tiro                  | Carabina libera a squadre                    |
| Oro      | Carl Osburn Lloyd Spooner Morris Fisher Willis Lee Joe Jackson                                                  | Tiro                  | Carabina militare a terra 300m a squadre     |
| Oro      | Dennis Fenton Willis Lee Lloyd Spooner Oliver Schriver Joe Jackson                                              | Tiro                  | Carabina militare a terra 600m a squadre     |
| Oro      | Carl Osburn | Tiro                  | Carabina militare in piedi 300m individuale  |
| Oro      | Joe Jackson Willis Lee Oliver Schriver Lloyd Spooner Carl Osburn                                                | Tiro                  | Carabina militare a terra 300/600m a squadre |
| Oro      | Larry Nuesslein                                                                                                 | Tiro                  | Carabina piccola individuale                 |
| Oro      | Larry Nuesslein Arthur Rothrock Dennis Fenton Willis Lee Oliver Schriver                                        | Tiro                  | Carabina piccola a squadre                   |
| Oro      | Mark Arie | Tiro                  | Piccione d'argilla individuale               |
| Oro      | Mark Arie Frank Troeh Horace Bonser Forest McNeir Frank Wright Jay Clark                                        | Tiro                  | Piccione d'argilla a squadre                 |
| Oro      | Louis Kuehn | Tuffi                 | Trampolino maschile                          |
| Oro      | Aileen Riggin                                                                                                   | Tuffi                 | Trampolino femminile                         |
| Oro      | Clarence Pinkston                                                                                               | Tuffi                 | Piattaforma maschile                         |
| Argento  | Morris Kirksey                                                                                                  | Atletica leggera      | 100 metri piani                              |
| Argento  | Charles Paddock                                                                                                 | Atletica leggera      | 200 metri piani                              |
| Argento  | Earl Eby | Atletica leggera      | 800 metri piani                              |
| Argento  | Harold Barron                                                                                                   | Atletica leggera      | 110 metri ostacoli                           |
| Argento  | John Norton | Atletica leggera      | 400 metri ostacoli                           |
| Argento  | Patrick Flynn                                                                                                   | Atletica leggera      | 3000 metri siepi                             |
| Argento  | Joseph Pearman                                                                                                  | Atletica leggera      | Marcia 10000 metri                           |
| Argento  | Harold Muller                                                                                                   | Atletica leggera      | Salto in alto                                |
| Argento  | Carl Johnson | Atletica leggera      | Salto in lungo                               |
| Argento  | Patrick Ryan | Atletica leggera      | Lancio del martello con maniglia corta       |
| Argento  | Everett Bradley                                                                                                 | Atletica leggera      | Pentathlon                                   |
| Argento  | Brutus Hamilton                                                                                                 | Atletica leggera      | Decathlon                                    |
| Argento  | Franz Federschmidt Ken Myers Erich Federschmidt Carl Klose Sherm Clark                                          | Canottaggio           | Quattro con maschile                         |
| Argento  | Stati Uniti | Hockey su ghiaccio    | -                                            |
| Argento  | Sam Gerson | Lotta libera          | Pesi piuma                                   |
| Argento  | Nat Pendleton                                                                                                   | Lotta libera          | Pesi massimi                                 |
| Argento  | Pua Kela Kealoha                                                                                                | Nuoto                 | 100 metri stile libero maschili              |
| Argento  | Ludy Langer | Nuoto                 | 400 metri stile libero maschili              |
| Argento  | Raymond Kegeris                                                                                                 | Nuoto                 | 100 metri dorso maschili                     |
| Argento  | Irene Guest | Nuoto                 | 100 metri stile libero femminili             |
| Argento  | Margaret Woodbridge                                                                                             | Nuoto                 | 300 metri stile libero femminili             |
| Argento  | Raymond Bracken                                                                                                 | Tiro                  | Pistola militare individuale                 |
| Argento  | Larry Nuesslein Carl Osburn Lloyd Spooner Willis Lee Thomas Brown                                               | Tiro                  | Carabina militare in piedi 300m a squadre    |
| Argento  | Arthur Rothrock                                                                                                 | Tiro                  | Carabina piccola individuale                 |
| Argento  | Frank Troeh | Tiro                  | Piccione d'argilla individuale               |
| Argento  | Clarence Pinkston                                                                                               | Tuffi                 | Trampolino maschile                          |
| Argento  | Helen Wainwright                                                                                                | Tuffi                 | Trampolino femminile                         |
| Bronzo   | Lawrence Shields                                                                                                | Atletica leggera      | 1500 metri piani                             |
| Bronzo   | Frederick Murray                                                                                                | Atletica leggera      | 110 metri ostacoli                           |
| Bronzo   | August Desch | Atletica leggera      | 400 metri ostacoli                           |
| Bronzo   | Richard Remer                                                                                                   | Atletica leggera      | Marcia 3.000 metri                           |
| Bronzo   | Edwin Myers | Atletica leggera      | Salto con l'asta                             |
| Bronzo   | Harry Liversedge                                                                                                | Atletica leggera      | Getto del peso                               |
| Bronzo   | Gus Pope | Atletica leggera      | Lancio del disco                             |
| Bronzo   | Basil Bennet | Atletica leggera      | Lancio del martello                          |
| Bronzo   | Charley Johnson                                                                                                 | Lotta libera          | Pesi medi                                    |
| Bronzo   | Walter Maurer                                                                                                   | Lotta libera          | Pesi medio-massimi                           |
| Bronzo   | Fred Meyer | Lotta libera          | Pesi massimi                                 |
| Bronzo   | Bill Harris | Nuoto                 | 100 metri stile libero maschili              |
| Bronzo   | Frances Schroth                                                                                                 | Nuoto                 | 100 metri stile libero femminili             |
| Bronzo   | Frances Schroth                                                                                                 | Nuoto                 | 300 metri stile libero femminili             |
| Bronzo   | Theresa Weld | Pattinaggio di figura | Pattinaggio di figura femminile              |
| Bronzo   | Squadra | Polo                  | -                                            |
| Bronzo   | Fred Kolberg | Pugilato              | Pesi welter                                  |
| Bronzo   | Henry Breckinridge Francis Honeycutt Arthur Lyon Harold Rayner Robert Sears                                     | Scherma               | Fioretto a squadre maschile                  |
| Bronzo   | Al Lane | Tiro                  | Pistola libera individuale                   |
| Bronzo   | Lloyd Spooner                                                                                                   | Tiro                  | Carabina militare a terra 600m individuale   |
| Bronzo   | Larry Nuesslein                                                                                                 | Tiro                  | Carabina militare in piedi 300m individuale  |
| Bronzo   | Dennis Fenton                                                                                                   | Tiro                  | Carabina piccola individuale                 |
| Bronzo   | Thomas Brown Larry Nuesslein Lloyd Spooner Carl Osburn Hans Nordvik                                             | Tiro                  | Bersaglio mobile a squadre                   |
| Bronzo   | Frank Wright | Tiro                  | Piccione d'argilla individuale               |
| Bronzo   | Louis Balbach                                                                                                   | Tuffi                 | Trampolino maschile                          |
| Bronzo   | Thelma Payne | Tuffi                 | Trampolino femminile                         |
| Bronzo   | Harry Prieste                                                                                                   | Tuffi                 | Piattaforma maschile                         |

## Risultati

### Pallanuoto
| Atleta | Classifica |                        |
| --- | --- | ---------------------- |
| V · D · M Nazionale maschile statunitense di pallanuoto · Giochi olimpici - Anversa 1920 Browne · Carson · Hebner · Jensen · McDermott · McGillivray · Ross · Steiger · Taylor · Vollmer · Vosburgh · Kahanamoku · CT : Otto Wahle | 4° |                        |
| Nazionale maschile statunitense di pallanuoto · Giochi olimpici - Anversa 1920 | |                        |
| Browne · Carson · Hebner · Jensen · McDermott · McGillivray · Ross · Steiger · Taylor · Vollmer · Vosburgh · Kahanamoku · CT: Otto Wahle                                                                                           | Browne · Carson · Hebner · Jensen · McDermott · McGillivray · Ross · Steiger · Taylor · Vollmer · Vosburgh · Kahanamoku · CT: Otto Wahle | Stati Uniti (bandiera) |